# Hemerobius ricarti
Hemerobius ricarti is een insect uit de familie van de bruine gaasvliegen (Hemerobiidae), die tot de orde netvleugeligen (Neuroptera) behoort. 
Hemerobius ricarti is voor het eerst wetenschappelijk beschreven door Navás in 1925.